# Districtul Reggane
Reggane este un district din provincia Adrar, Algeria.